# Taraxacum angustisquameum
Taraxacum angustisquameum là một loài thực vật có hoa trong họ Cúc. Loài này được Dahlst. ex H.Lindb. miêu tả khoa học đầu tiên.